# Alessandro Borgia (arcivescovo)
Alessandro Borgia (Velletri, 6 novembre 1682 – Fermo, 14 febbraio 1764) è stato un arcivescovo cattolico e storico italiano.

## Biografia
Alessandro Borgia nacque in una famiglia patrizia di Velletri, imparentata solo alla lontana con i più noti Borgia che diedero i natali a Papa Alessandro VI e a San Francesco Borgia. Il padre si chiamava Clemente Erminio Borgia, la madre Cecilia Carboni. Studiò a Roma laureandosi alla "Sapienza" in utroque iure nel 1705. Nel 1706 seguì a Colonia mons. Bussi in qualità di segretario della legazione, succedendogli come nunzio dopo la promozione del Bussi a cardinale (13 settembre 1712). Rimase nel nord Europa fino al marzo 1714. Ritornato a Roma il 30 maggio 1714, fu nominato protonotaro apostolico e, nel mese di ottobre, governatore di Assisi. Ordinato sacerdote il 21 dicembre 1715, il 4 settembre 1716 divenne vescovo di Nocera Umbra. Nel 1719 fu invitato ad assumere l'incarico di Legato Papale in Cina, ma probabilmente preoccupato dai contrasti esistenti intorno ai riti cinesi tra i missionari Gesuiti e Propagandisti e fra l'imperatore della Cina e il Portogallo preferì restare in Italia; la Legazione fu quindi guidata dal pavese Carlo Ambrogio Mezzabarba. Il 20 novembre 1724 venne nominato dal nuovo Papa Benedetto XIII arcivescovo di Fermo, carica che mantenne fino al termine della sua vita. Non fu mai nominato cardinale. Al titolo arcivescovile fermano era congiunto quello di principe della città; durante la sua guida, anche l'università fermana recuperò in prestigio.
Erudito, fu in corrispondenza con Ludovico Antonio Muratori e si è dedicato alla storia della sua città natale e delle diocesi che ha retto. Si deve a lui la costituzione dell'archivio diocesano di Fermo nel quale, fra il 1728 e il 1730, fece raccogliere gli antichi documenti di pertinenza della diocesi. L'amore per la cultura venne trasmesso al nipote, il cardinale Stefano Borgia futuro creatore del Museo Borgiano di Velletri. Stefano all'età di nove anni venne affidato dai suoi genitori alle cure dello zio Alessandro, e dopo la morte ne curerà gli scritti.

## Opere
- Alessandro Borgia, Cerimonie della messa solenne cavate dalle rubriche, sagri cerimoniali, e dalla più esatta prattica delle basiliche di Roma stampate per ordine di monsignor Alessandro Borgia arcivescovo, e prencipe di Fermo per commodo di tutta la sua diocesi ..., In Roma, nella stamperia di Generoso Salomone : a' spese di Gio. Lorenzo Barbiellini, 1745.
- Alessandro Borgia, Del Regno di Maria, omelie, In Velletri, per Cesare Sartori stampatore vesc. e pubblico, 1782.
- Alessandro Borgia, Della cristiana educazione de' figliuoli, omelia detta da Alessandro Borgia Arcivescovo, Principe di Fermo, Fermo, appresso il Lazzarini Stamp. Arciv., 1760.
- Alessandro Borgia, Della cristiana educazione de' figliuoli. Omelie dette da Alessandro Borgia ..., In Napoli, presso Giuseppe De Dominicis, 1776.
- Alessandro Borgia, Vita di san Geraldo vescouo, e protettore dell'inclita città di Velletri raccolta da diuersi autori, che ne trattano, e dedicata all'eminentiss. ... cardinale Alessandro Cybo ... da Alessandro Borgia, In Velletri, per Onofrio Piccini, 1698.
- Alessandro Borgia, Benedicti XIII romani pontificis ex ordine praedicatorum vita commentario excepta et Benedicto XIV dicata ab Alexandro Borgia ..., Romae, typis & sumptibus Bernabo & Lazzarini ad Fontem Trivii, 1741.
- Alessandro Borgia, Del regno di Maria. Omelie di monsignor Alessandro Borgia ... ridotte alle stampe da monsignore Stefano Borgia ..., In Como, appresso Francesco Scotti, 1785.
- Alessandro Borgia, Delle lodi del b. Benedetto XI Dell'Ordine dei Predicatori. Omelia Dell'Ill.mo, e R.mo Signore monsignor Alessandro Borgia arcivescovo, e principe di Fermo. Dedicata Al merito sempre grande dell'E.mo, e R.mo Principe il signor cardinale Vincenzo Ludovico Gotti dell'Ordine dei Predicatori, Fermo, per Dom. Ant. Bolis, e frat. stamp. priorali, arcivesc., e del S. Uffizio, 1740.
- Alessandro Borgia, Editto. Alessandro Borgia per la Dio grazia, e della Santa Sede apostolica arcivescovo, e prencipe di Fermo della Santità di Nostro Signore papa Clemente 12. prelato domestico, & assistente, Fermo, per Gio. Francesco de' Monti, e frat. stampatori arcivescovali, 1736.
- Alessandro Borgia, Indulto sopra il precetto di astenersi dalle opere servili in alcune feste, e riforma di varj abusi circa l'osservanza dello stesso precetto nelle domeniche, ed in altri giorni festivi dell'anno, Fermo, per Dom. Ant. Bolis, e frat. stamp. arcivescovili, 1746.
- Alessandro Borgia, Istoria della Chiesa, e città di Velletri descritta in quattro libri e dedicata all'eminentissimo e reverendissimo principe il sig. cardinale D. Bernardo Conti da Alessandro Borgia vescovo di Nocera, In Nocera, per Antonio Mariotti, stampator vescovale, 1723.
- Alessandro Borgia, Istruzzione per l'estirpazione delle bestemmie in vano il santissimo nome di Dio e de santi suoi, Fermo, per Gio: Francesco de Monti, e Frat.stamp. arcivesc. e Cam., 1746.
- Alessandro Borgia, Omelie dette da Alessandro Borgia arcivescovo e principe di Fermo in varie funzioni pontificali della stessa città ..., In Camerino, nella stamperia del Gabrielli, 1739.
- Alessandro Borgia, Omelie dette da Alessandro Borgia arcivescovo e principe di Fermo in varie funzioni pontificali nella stessa città dall'anno 1745. fino alla festa de' santi apostoli Pietro e Paolo del 1753, In Fermo, per Filippo, e Fabio Maria Lazzarini, 1757.
- Alessandro Borgia, Omelie di Alessandro Borgia arcivescovo e principe di Fermo in varie solennità, e funzioni pastorali mentre egli era vescovo di Nocera nell'Umbria ..., In Camerino, appo il Gabrielli per Giuseppe de Trinci, 1734.
- Alessandro Borgia, Sagre omelie di monsignore don Alessandro Borgia arcivescovo e principe di Fermo intorno all'augustissimo sagrificio dell'altare, In Perugia, presso Carlo Baduel, 1795.

## Genealogia episcopale e successione apostolica
La genealogia episcopale è:
- Cardinale Guillaume d'Estouteville, O.S.B.Clun.
- Papa Sisto IV
- Papa Giulio II
- Cardinale Raffaele Sansone Riario
- Papa Leone X
- Papa Paolo III
- Cardinale Francesco Pisani
- Cardinale Alfonso Gesualdo di Conza
- Papa Clemente VIII
- Cardinale Pietro Aldobrandini
- Cardinale Laudivio Zacchia
- Cardinale Antonio Barberini, O.F.M.Cap.
- Cardinale Marcantonio Franciotti
- Papa Innocenzo XII
- Cardinale Leopold Karl von Kollonitsch
- Cardinale Christian August von Sachsen-Zeitz
- Cardinale Giovanni Battista Bussi
- Arcivescovo Alessandro Borgia

La successione apostolica è:
- Vescovo Fabrizio Borgia (1730)
- Vescovo Pietro Paolo Leonardi (1755)